# Polytope de Montréal

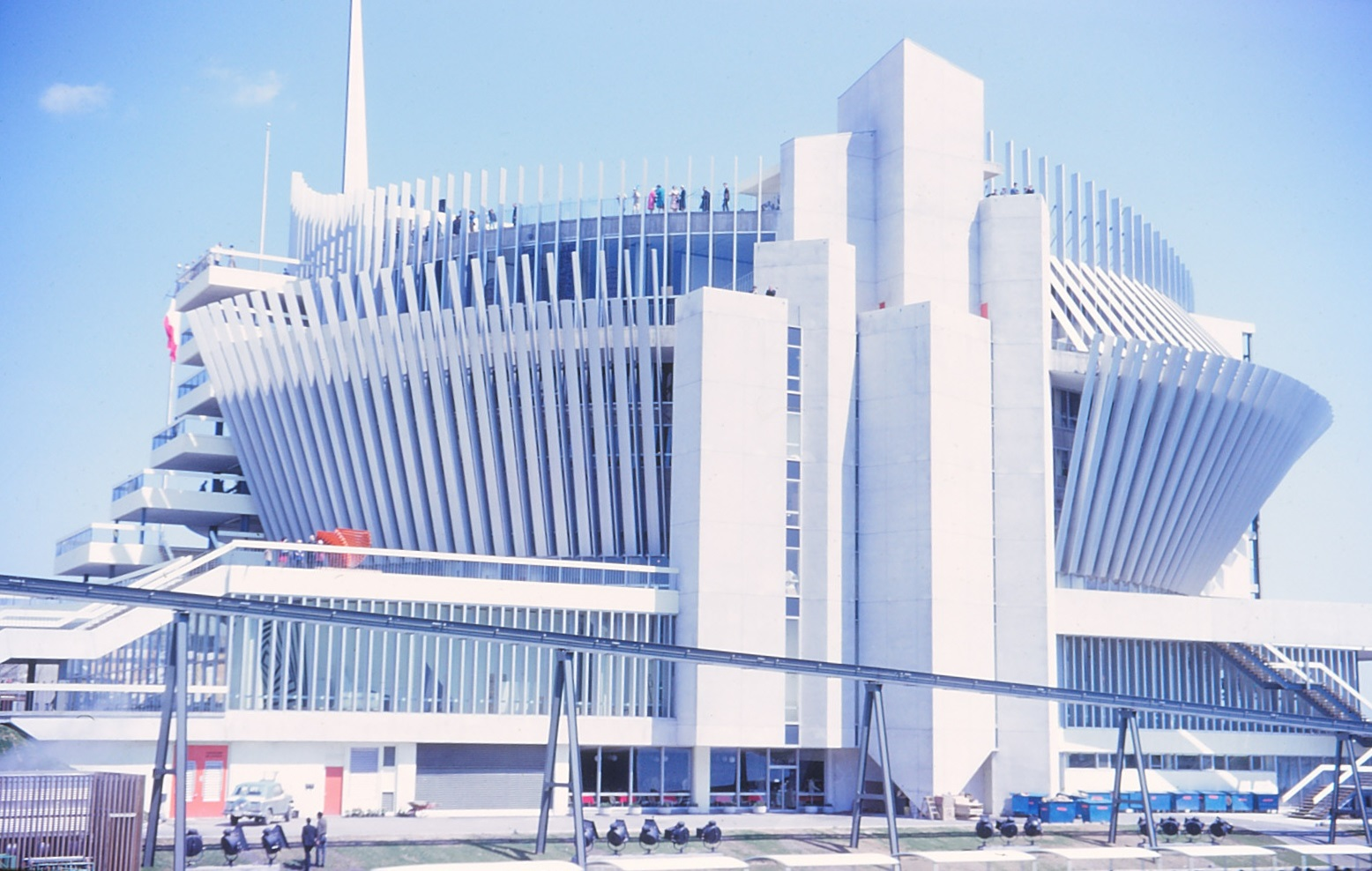
Pavillon de la France, Expo 67

Polytope de Montréal est une installation multimédia dans le Pavillon français de l'Exposition universelle de 1967, qui abrite maintenant le Casino de Montréal. L'installation comprenait une sculpture, un spectacle de lumière et une composition musicale conçus et composés par Iannis Xenakis, pour l'ouverture de la Galerie d'art d'Ottawa après l'Expo 67. La pièce est l'un des nombreux polytopes (objet géométrique à côtés plats, par exemple polyèdre) de Xenakis.

## Description
Le projet est une commande de Robert Bordaz, commissaire du Pavillon Français. Xenakis propose une sculpture électronique avec lumière et musique. La sculpture est constituée de cinq paraboloïdes hyperboliques en câbles d’acier sur lesquelles 1200 flashes électroniques sont répartis. À chaque heure, durant huit minutes, la sculpture s'anime à partir de structures de groupes mathématiques qui déclenchent les flashes. La musique qui accompagne les projections est pour quatre ensembles identiques, enregistrée sur bande et spatialisée dans l'espace du pavillon. 